# Mario Perazzolo
Mario Perazzolo (7. juni 1911 - 3. august 2001) var en italiensk fodboldspiller (angriber/midtbane) og -træner.
Perazzolo blev verdensmester med Italiens landshold ved EM 1938 i Frankrig, omend han ikke var på banen i nogen af italienernes fire kampe i turneringen. Han nåede i alt at spille otte landskampe.
På klubplan spillede Perazzolo hele sin karriere i hjemlandet, hvor han blandt andet repræsenterede Fiorentina, Brescia og Genoa. Han vandt pokalturneringen Coppa Italia med Genoa i 1937.